# Disko B
Disko B ist ein Münchner Plattenlabel, welches durch seine richtungweisenden Veröffentlichungen in den Bereichen elektronische Musik und Techno bekannt geworden ist.

## Geschichte
Es wurde 1991 von Peter Wacha aka DJ Upstart als Sublabel des Independent Labels Sub Up Records (F.S.K., Die Goldenen Zitronen etc.) gegründet; damals noch unter dem Namen „Disko Bombs“. Die erste Veröffentlichung stammt von dem New Yorker Duo Silicon Soul, welche mit ihrem Track Who Needs Sleep Tonight sogleich die damals noch jungen deutschen Dance Charts stürmten, das erste Techno-Release war Kotai mit dem Track Susi's Daydream. Nach vier weiteren Veröffentlichungen unter dem Namen Disko Bombs wurde der Name auf Disko B gekürzt und der Vertrieb von EFA übernommen.
Noch im selben Jahr begannen Upstart, Dorothea Zenker, David Süss und Cpt. Reality die Ultraworld Partys zu veranstalten, welche zur Eröffnung des bis Januar 2003 existierenden Ultraschall führten.
Mit den Veröffentlichungen von DJ Hell (Album Geteert & gefedert), Acid Scout, Patrick Pulsinger (Album Porno), Robert Görl und DJ Good Groove konnte sich Disko B in den frühen 1990ern zu einem der bekanntesten Labels für elektronische Musik weltweit etablieren. Später veröffentlichten auch internationale Künstler wie I-F, Jay Denham, Artist Unknown, Susanne Brokesch und Kirlian aka Abe Duque auf Disko B.
Ab 1998 zeigte sich Jürgen Söder (Couch) mit für das Labelmanagement zuständig, welcher im Jahr 2000 zusammen mit Upstart und den Chicks on Speed das Anfangs als Sublabel gedachte Label Chicks on Speed Records gründete.
Künstler wie Stereo Total, Console, Electronicat und Neulander bereicherten in den kommenden Jahren die Labelpalette; doch blieb Disko B sich und seinen Wurzeln treu, z. B. durch Veröffentlichungen von Parallax Corporation, Tobias Schmidt oder Patrick Pulsinger.
Aus dem Rahmen der Veröffentlichungen des Labels fällt seit 2012 das Avantgarde-Jazz-Kollektiv The Pyramids mit seinem Album Otherworldly und einem Boxset mit Wiederveröffentlichungen von dessen Alben aus den 1970er Jahren.
Disko B wird in Deutschland über Indigo und den Neuton Medien Vertrieb vertrieben, Ixthuluh Music für CD und Soul Seduction für Vinyl in Österreich, Wide Records in Italien, Rec Rec Medien AG in der Schweiz, Red Musical in Spanien, Southern Records in Großbritannien und Forced Exposure in den USA.

## Musiker
- Acid Pauli
- Acid Scout
- Albrecht Kunze
- Alek Stark
- Artist Unknown
- Binder
- Blake Baxter
- Caesar
- Christian Kreuz
- Church of Carbon
- Console
- Crème de Menthe
- Cube & Sphere
- Dakar & Grinser
- Daterape
- Good Groove
- DJ Hell
- Ebow
- Electronicat
- F.S.K.
- Festival
- Flug 8
- Gebr. Teichmann
- Hans Platzgumer
- I-F
- Jay Denham
- Jonzon
- Khan & Walker
- Kirlian
- Kotai
- Merricks
- Mysterymen
- Neulander
- Parallax Corporation
- Pollyester
- Patrick Pulsinger
- Rancho Relaxo Allstars
- Richard Bartz
- Richard Hinge
- Robert Görl
- Robert Merdzo
- Schlachthofbronx
- Silicon Soul
- Stereo Total
- Suchtrupp
- Sugar Shut Up!
- Susanne Brokesch
- Tobias Schmidt
- Unit Moebius